# Société des arts réunis de Laval

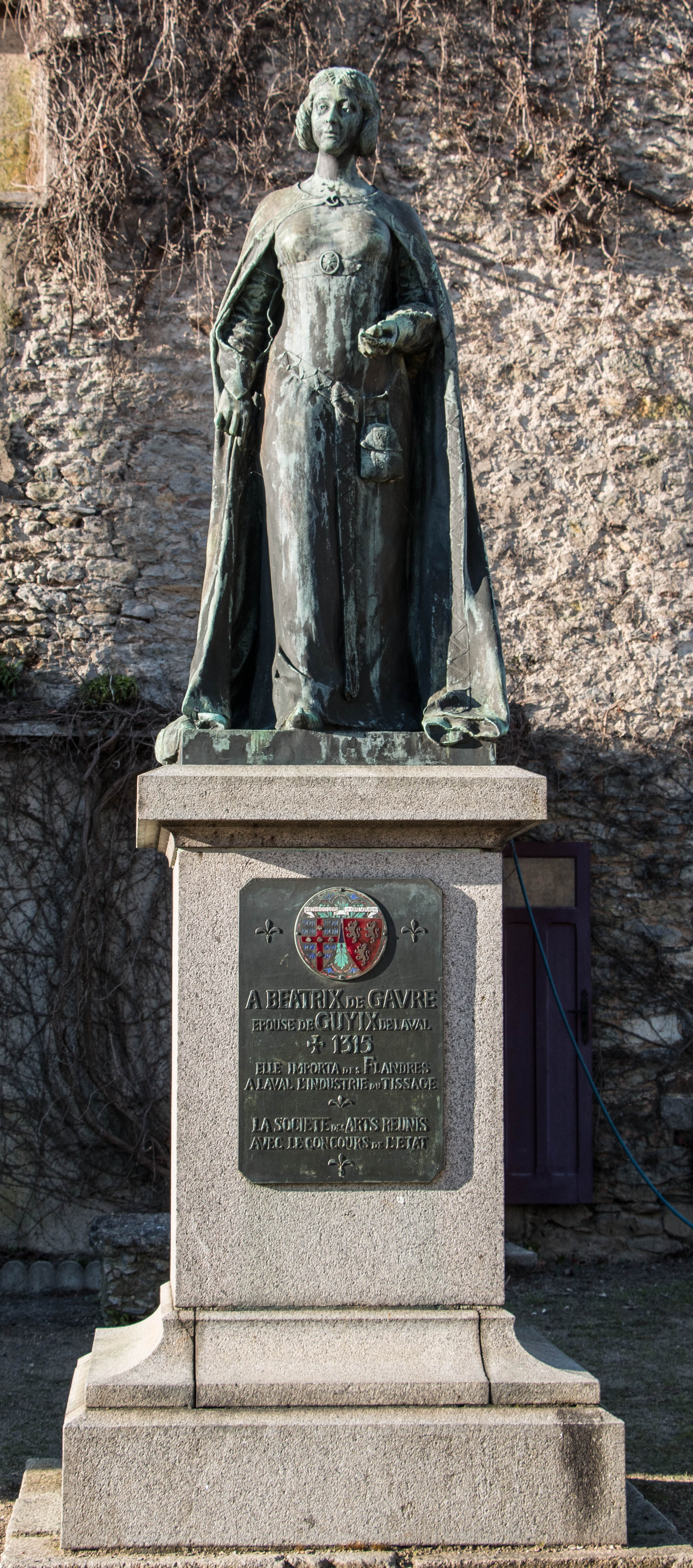
Statue de Béatrix de Gâvre dans la cour du vieux château à Laval.

La Société des arts réunis de Laval, puis Société des arts réunis de la Mayenne était une société savante qui réunit à partir du XIXe siècle des érudits, professionnels ou amateurs. Son but est l'étude de l'art et de la musique dans le département de la Mayenne.

## Histoire

### Origine
Le groupement qui sera par la suite la Société des Arts Réunis démarre le 11 février 1851 sous une forme et des buts assez différents de ceux qui seront les siens au XXe siècle. Cette société est dénommée Société de l’industrie de la Mayenne.
La Société de l’industrie de la Mayenne se proposait d’encourager l’Agriculture et l’industrie, et aussi « d’encourager et de favoriser les essais trop rares de ceux qui se sentent appelés à suivre la carrière des arts et des sciences.... ».
Pour ses débuts, ce groupement, que préside Victor Duchemin des Cepeaux, organise une grande exposition régionale à l’occasion de laquelle de grandes fêtes sont données en l’honneur de Béatrix de Gavre.

### Exposition de l'industrie et des arts
En 1854, la société est reconnue d’utilité publique par décret impérial. Elle a modifié ses statuts et se donne pour objet principal d’organiser des expositions périodiques. Tous les cinq ans, une exposition générale de l'industrie et des Arts aura lieu à Laval. Une seconde manifestation de ce genre a lieu en 1857. Six sections furent crées, chacune ayant une action et une orientation spécifiques, dont la littérature et les Beaux-Arts. De 1858 à 1865, son action ralentit quelque peu, pour reprendre de 18965 à 1867, sous l'impulsion de Jules Le Fizelier.

### Société des Arts Réunis
La section des Lettres, des Sciences et des Arts absorbe rapidement presque toute son activité jusqu’au moment où elle subsiste seule et prend, en 1874, le nom de Société des Arts Réunis. Le nouveau président est Jules d’Evry qu’assistent tour à tour Charles Marcel Avril de Pignerolles, Camille du Mans de Chalais, A. Morin, etc.

### Expositions Peinture, Arts et Musique
La Société organise plusieurs expositions de peinture et d'objets d'art anciens à partir de 1874. Elle se propose de fournir aux artistes le moyen de se faire connaître par des expositions périodiques comme en 1874, en 1888.
L'exposition de 1874 donne l’occasion à Louis Bretonnière de publier ses  Lettres à Pulchérie.... Le grand diplôme d'honneur à la première exposition est attribué à Jean-Baptiste Messager. À partir de ce moment, les expositions se succèdent, remportant toutes un grand succès. Notons, par exemple, que celle qui eut lieu en 1876 groupa 375 exposants et 562 œuvres artistiques.
On s'intéresse surtout à la peinture et au dessin ; un peu plus tard, à la musique. Ces variations s'expliquent par les goûts personnels et par les tendances des dirigeants de la société et par la nature des ressources locales dont ils peuvent disposer. A l'époque, le propos de la société était de fournir aux artistes les moyens de se faire connaître par des expositions périodiques et de faciliter ainsi le placement de leurs ouvrages. Les amateurs n'étaient pas exclus et le nombre de souscripteurs illimités.
Les recettes de la société provenaient essentiellement des cotisations annuelles des membres fondateurs et sociétaires, des subventions su département de la Mayenne, et de la ville de Laval, ainsi que des entrées aux expositions et des ventes de catalogues. À l'issue de ces manifestations artistiques, des tableaux étaient achetés sur le produit des souscriptions et tirés au sort entre les membres de la Société des Arts Réunis par un système de loterie.
« Un prix annuel de souscription est fixé à 25 francs pour les fondateurs, ce qui leur donne droit à 5 billets de loterie, et à 10 francs pour les membres sociétaires, ce qui leur donne 2 billets. Les fondateurs ou les sociétaires auront seul le droit d'augmenter leurs chances au tirage de la loterie en prenant des billets en dehors de ceux auxquels ils ont droit, dont le prix est fixé à 5 francs. Article 3 des Statuts. »

### Vie culturelle
Ces dispositions statutaires incitaient les Lavallois à participer activement à la vie culturelle. Elles permettaient de propager le goût des Beaux-Arts et de susciter la vente d'oeuvres d'artistes selon un choix déterminé par les membres du bureau. Tous les arts étaient représentés : arts plastqiues, architecture, photographie, arts céramiques, émaux, vitraux, faïence émaillée, photogravure, mobilier, tapisseries, ferronnerie, papiers peints, mosaïques, etc.
À partir de 1874, la Société organisa chaque années des concours scolaires au Palais de l'Industrie
« Dans notre société démocratique, faire l'éducation artistique de l'ouvrier français et de la Nation française est une véritable nécessité sociale en même temps que c'est rendre au pays un grand service moral... C'est pourquoi la Société des Arts Réunis est entrée dnas le courant vraiment national en favorisant des expositions annuelles le développement de l'enseignement du dessin. Géoget, scrétaire de la Société, le 22 octobre 1882. »
À partir de 1887, la Société modifie son programme et se consacre surtout à l'encouragement du dessin dans les écoles. Elle organise maintenant des concours scolaires au Palais de l'Industrie et à la Perrine, et, parmi ses lauréats, on relève les noms d'Adrien Bruneau, Léo Lelée et de Léon Placé.
En 1899, la Société ne bénéficia plus des subventions du Conseil général de la Mayenne.

### Conférences
A l'instar de l'Université populaire de Laval, en 1903, on organise les premières conférences. Pendant un certain temps, elles ne sont suivies que par un public restreint. En 1909, le succès est complet. Les réunions ont tout d'abord lieu dans une salle de la rue du Vieux-Saint-Louis, puis au foyer du Théâtre municipal, et enfin dans la salle des fêtes de l'Hôtel de ville. Les premiers orateurs sont Emile Sinoir, Ernest Laurain, Auguste Alleaume, Raphaël Toutain, E. Le Mouel, Anatole Le Braz, André Bellesort, Adrien Bruneau, etc....
La Société offre à la ville de Laval, une statue en bronze de Béatrix de Gâvre réalisée en 1907 par Paul Louis Emile Loiseau-Rousseau.
Interrompue pendant la guerre, l’activité de la Société des Arts Réunis reprend en 1920. Avec la constitution d'un nouveau bureau en 1921, plusieurs amis ou camarades du Lycée de Laval assurèrent le rayonnement de la société : Jules Trohel, Emile Sinoir, Albert Goupil.
En 1928, elle est en pleine prospérité et groupe plus de 500 abonnés. On trouve des conférences de René Benjamin, Mme Dussane, Adrien Bruneau, Louis Madelin, Paul Chack, José Germain, Edouard Helsey, etc....

### Ouvrages
Dans les années 1920, sous l'impulsion d'Albert Goupil, la Société des Arts Réunis édite à peu près chaque année un ouvrage inédit se rapportant au pays ou écrit par des Mayennais. Ainsi ont paru successivement : le Cœur en prière, poèmes de Jules Trohel, avec une préface de Paul Olivier et des bois originaux de Guy Terrier ; Automne, de Roger Aubouin, Chouans et Contre-Chouans, par Ernest Laurain. Auguste Alleaume participe à ces éditions en réalisant des frontispices et les culs-de-lampe. On était alors assez loin du but primitif de la Société et plutôt dans l'opportunité culturelle du moment, et des hommes qui la représentaient. Adolphe Beck, Jules Trohel, Albert Goupil et Adrien Bruneau seront les principaux investigateurs d'une création originale pour les arts : le Musée-école de la Perrine, lancé en 1936.

### XXesiècle
La Société se situe en 1928 sous la présidence du docteur Aubouin, peintre et conférencier, et la vice-présidence de Auguste Alleaume. On y trouve aussi le poète Jules Trohel, Abel Chaplet, avocat, Guy Ramard, avocat, conservateur adjoint du musée d’archéologie, Albert Goupil, imprimeur éditeur, et M. Le Guillou, un financier.
La Société des Arts Réunis n'organisant plus de concours scolaires, il en résultat à Laval un vide culturel, qu'Adrien Bruneau de par sa formation, ses aspirations et à la gratitude qu'il désirait témoigner à sa ville, fut tenter de combler. Ses amis de la Société des Arts Réunis ne pouvaient donc que soutenir ce projet de Musée-école qui ne leur faisait nullement tort.

## Plusieurs membres
- Auguste Alleaume
- Henri de la Broise
- Louis Garnier
- Jean-Baptiste Messager et son fils Adolphe Messager
- Adolphe Beck

## Président
- Auguste Morin
- Roger Aubouin, docteur (1922-1937)

## Sources partielles
- Paul Chauveau, in Nouvelles Littéraires, 8 septembre 1928.
- L'Oribus. Groupe de recherches sur le mouvement social en Mayenne, N°20. 1986. ISSN 0294-4987.